# Hans-Ullrich Sandig
Hans-Ullrich Sandig (* 14. November 1909 in Dresden; † 25. Mai 1979 ebenda) war ein deutscher Astronom.

## Leben
Als Sohn eines Architektenehepaars kam Sandig in der sächsischen Hauptstadt zur Welt. Sein Vater Karl fiel im Ersten Weltkrieg.
Er begann 1928 an der TH Dresden sein Studium der Mathematik, Physik und Geodäsie. Nach einem Jahr wechselte er an die Universität Bonn, um seine Kenntnisse in der Astronomie zu vertiefen. Von dort folgte er 1930 seinem akademischen Lehrer Josef Hopmann an die Universität Leipzig, um bei ihm sein Staatsexamen abzulegen. In Physik absolvierte er seine Examen bei Werner Heisenberg.
Im Jahr 1933 promovierte er mit der Dissertation „Photometrische Untersuchung des Systems β Lyrae“ zum Dr. phil. und arbeitete anschließend bis 1937 an der Universitätssternwarte Breslau als Assistent Erich Schoenbergs. In dieser Periode forschte er insgesamt anderthalb Jahre von Windhuk (heute Namibia) aus zur Extinktion und Himmelshelligkeit in Windhuk, zur Helligkeit der Kleinen Magellanschen Wolke und zum Zodiakallicht. Zu letzterem verfasste er auch seine Habilitationsschrift im Jahre 1941.
Nach einer schweren Kriegsverletzung arbeitete Sandig ab 1945 an der Dr.-Remeis-Sternwarte in Bamberg an der Seite von Ernst Zinner. Ab 1949 wohnte Sandig in Offenbach und war ab 1951 Referent für instrumentelle Entwicklungen am Institut für Angewandte Geodäsie im benachbarten Frankfurt am Main. Dort entwickelte er vielfältigste Lösungen im Bereich der hydrostatischen Stromübergangsmessungen, interferometrische Eichung von Längennormalen. Berühmt wurde seine Differenzmethode bei der photoelektrischen Beobachtung der Kontaktzeiten von Sonnenfinsternissen.
Im Jahr 1956 wurde er zum Professor auf den neu gegründeten Lehrstuhl für Geodätische Astronomie der Technischen Hochschule Dresden berufen. Von hier aus wirkte er am Internationalen Geophysikalischen Jahr mit. 1961 wurde im Zusammenhang mit der Ernennung zur Technischen Universität das „Lohrmann-Institut“ für Geodätische Astronomie gegründet, deren erster Direktor Sandig wurde.
Von 1960 bis 1967 war Sandig zudem kommissarischer Leiter der Abteilung Geodätische Astronomie am damaligen Geodätischen Institut der Deutschen Akademie der Wissenschaften in Potsdam, später Teil des Zentralinstituts für Physik der Erde.
Nach der Hochschulreform von 1968 war Sandig bis 1971 erster Direktor der Sektion Geodäsie und Kartographie der TU Dresden.
Im Jahr 1975 wurde Sandig emeritiert. Er starb 1979 an einem Herzleiden und wurde auf dem Johannisfriedhof in Dresden beigesetzt.

## Sonstiges
Da auf seine Initiative die Windbergbahn nahe Dresden 1980 unter Denkmalschutz gestellt wurde, leistete er einen wesentlichen Beitrag zum Erhalt dieser ältesten Gebirgsbahn Deutschlands.